# Ascidia despecta
Ascidia despecta is een zakpijpensoort uit de familie van de Ascidiidae. De wetenschappelijke naam van de soort is voor het eerst geldig gepubliceerd in 1880 door Herdman.